# Services.msc

## Componente de configuração de serviços da Plataforma Windows
O componente Serviços (inicializado a partir do Menu Iniciar, opção Executar, "services.msc" - sem aspas) é uma ferramenta de gestão do sistema operacional que possibilita o gerenciamento, configuração, inicialização, remoção ou pausa nos serviços que os sistemas operacionais da Plataforma Windows disponibilizam para o usuário.
Muitos serviços são pré-configurados já na instalação padrão do MS-Windows, sendo ativados automaticamente. Outros apenas são disponibilizados mas não iniciados. Quando há a necessidade de uso do serviço por parte do sistema operacional ou do usuário, por questão de uso com algum software aplicativo, o mesmo pode iniciar o serviço (se este configurado como "Manual") ou o próprio sistema pode ativá-lo (se o mesmo estiver configurado para "Automático"). Alguns serviços podem estar desativados (neste caso, é  necessário a ativação do serviço, que dependendo, requer a reinicialização do computador).
Assim como outros consoles de gestão do MS-Windows, como o regedit, msconfig e secpol.msc, o services.msc possibilita uma otimização no funcionamento dos sistemas operacionais da Plataforma Windows, propiciando uma configuração mais customizada, aproveitando melhor os recursos de hardware e software do sistema computacional, de acordo com as necessidades do usuário, e do ambiente em que o computador está contido (no trabalho, escritório, etc).